# سرگی سمیریاگین
سرگی سمیریاگین (به انگلیسی: Sergey Smiryagin) (زادهٔ ۲۷ اکتبر ۱۹۶۳) شناگر اهل شوروی است.